# Juan Artola Letamendía
Juan Artola Letamendía, conegut com a Artola, (Sant Sebastià, País Basc 1895 - 1937) fou un jugador de futbol basc, que destacà a la Reial Societat i en la selecció de futbol d'Espanya, amb la qual aconseguí guanyar una medalla olímpica.

## Biografia
Va néixer el 29 de novembre de 1895 a la ciutat de Sant Sebastià, capital de Guipúscoa. Fou germà dels també futbolistes Ramon i Manuel Artola. Va morir l'any 1937, si bé es desconeix la població.

## Carrera esportiva

### Trajectòria per clubs
El 1907 inicià la seva trajectòria en el club de futbol juvenil Club Deportiva Esperanza, passant a incorporar-se a l'equip de la Reial Societat el 1913, on hi va romandre fins al 1915 jugant de davanter i migcampista. Amb aquest equip va aconseguir arribar a la final de la Copa d'Espanya, perdent davant el FC Barcelona.
El 1915 abandonà el País Basc i fou fitxat successivament pel Madrid FC, Reial Betis i el Sevilla FC. Amb el Madrid es va proclamar campió regional de la zona centre el 1916 i va arribar a la final de la Copa d'Espanya aquell mateix any, si bé perdé davant l'Athletic de Bilbao. Artola, però, no disputà el partit de la final.
El 1918 retornà a Sant Sebastià, tornant a jugar a la Reial Societat, amb la qual va romandre fins al 1926 i va guanyar el Campionat de Guipúscoa els anys 1919 i 1923.

### Trajectòria amb la selecció espanyola
Va jugar dos partits amb la selecció espanyola durant els Jocs Olímpics d'Estiu de 1920 realitzats a Anvers (Bèlgica), sense marcar cap gol. Participà en el segon partit del torneig en el qual la selecció espanyola patí una derrota davant la selecció de Bèlgica així com en un altre partit contra la selecció d'Itàlia. Finalment aconseguí guanyar la medalla de plata amb la selecció.
El 1915, com a membre de la Selecció de futbol del País Basc va guanyar la Copa Príncep d'Astúries.